# Proboscidactyla ornata
Proboscidactyla ornata är en nässeldjursart som först beskrevs av Edward McCrady 1859.  Proboscidactyla ornata ingår i släktet Proboscidactyla och familjen Proboscidactylidae. Inga underarter finns listade i Catalogue of Life.